# پائولینیو (بازیکن فوتبال)
ژوزه پائولو بزرا ماسیل ژونیور (پرتغالی: José Paulo Bezerra Maciel Júnior؛ زادهٔ ۲۵ ژوئیهٔ ۱۹۸۸) که عموماً با نام پائولینیو شناخته می‌شود، بازیکن سابق فوتبال اهل برزیل است.
پائولینیو در تیم‌های فوتبال کورینتیانس، تاتنهام هاتسپر، گوانگ‌ژو اورگراند و بارسلونا سابقهٔ حضور دارد. این بازیکن همچنین از سال ۲۰۱۱ تاکنون ۵۶ بار برای، تیم ملی فوتبال برزیل به میدان رفته‌است و طی این مدت ۱۳ گل به ثمر رسانده‌است. 
پائولینیو در روز ۸ سپتامبر ۲۰۲۴ در سن ۳۶ سالگی از فوتبال خداحافظی کرد. 
افتخارات:
باشگاهی
کورینتیانس
- سری آ برزیل(۱): ۲۰۱۱
- کوپا لیبرتادورس(۱): ۲۰۱۲
- جام باشگاه‌های جهان(۱): ۲۰۱۲
- جام پائولیستا برزیل(۱): ۲۰۱۳

گوانگژو
- سوپر لیگ چین(۴): ۲۰۱۴–۱۵، ۲۰۱۵–۱۶، ۲۰۱۸–۱۹
- جام حذفی چین (۱): ۲۰۱۵–۱۶
- سوپر جام چین(۲): ۲۰۱۶، ۲۰۱۷
- لیگ قهرمانان آسیا(۱): ۲۰۱۵

بارسلونا
- لالیگا(۱): ۲۰۱۷–۱۸
- کوپا دل ری(۱): ۲۰۱۷–۱۸

ملی
برزیل
جام جهانی(١):٢٠١۴
- جام کنفدراسیون ها(۱): ۲۰۱۳

فردی
- توپ برنز جام کنفدراسیون‌ها: ۲۰۱۳[۴]